# Paul Vogt (Mediziner, 1844)
Paul Friedrich Immanuel Vogt (* 3. Februar 1844 in Greifswald; † 5. Juli 1885 ebenda) war ein deutscher Chirurg und Hochschullehrer.

## Leben
Der Sohn des Karl August Traugott Vogt absolvierte vornehmlich, bis auf einige Semester an der Eberhard-Karls-Universität Tübingen, die gesamte Ausbildung in seiner Heimatstadt. Er war Mitglied des Corps Franconia Tübingen (1862) und Corpsschleifenträger der Pomerania. In Greifswald wurde er 1865 zum Dr. med. promoviert. Er war Assistent an der chirurgischen Klinik bei Heinrich Adolf von Bardeleben und Carl Hueter. Seit Juli 1869 habilitierter Privatdozent, wurde er 1873 in Greifswald a.o. Professor und als Nachfolger von Hüter 1882 Ordinarius für Chirurgie. Ihm blieb in dieser Tätigkeit nicht mehr viel Zeit, da er an den Folgen seines Diabetes mellitus starb.

## Werke
- Die Nerven-Dehnung als Operation in der chirurgischen Praxis: Eine Experimentelle und Klinische Studie. Verlag von F.C.W. Vogel, Leipzig 1877
- Moderne Orthopädik. Ferdinand Enke, Stuttgart 1880
- Über akute Knochenentzündungen in der Wachstumsperiode.
- Krankheiten der oberen Extremitäten; in Die deutsche Chirurgie.
- Beiträge zu Albert Eulenburgs Real-Encyclopädie der gesammten Heilkunde. Erste Auflage.
  - Band 1 (1880) (Digitalisat), S. 101–106: Achsel; S. 293–317: Aneurysma
  - Band 3 (1880) (Digitalisat), S. 92–94: Catheterismus der Luftwege; S. 707–713: Deformitäten
  - Band 4 (1880) (Digitalisat), S. 542–545: Ecephalocele
  - Band 5 (1881) (Digitalisat), S. 391–398: Fremde Körper
  - Band 9 (1881) (Digitalisat), S. 507–524: Nervendehnung; S. 573–580: Neurectomie
  - Band 11 (1882) (Digitalisat), S. 22–26: Polyp; S. 117–119: Psoitis
  - Band 13 (1883) (Digitalisat), S. 69–76: Staphylorrhaphie
  - Band 14 (1883) (Digitalisat), S. 219–225: Uranoplastik